# Edgar Jiménez
Edgar Hernán Jiménez González (Puerto Ordaz, 19 ottobre 1984) è un calciatore venezuelano, centrocampista del GV Maracay.